# 総督邸

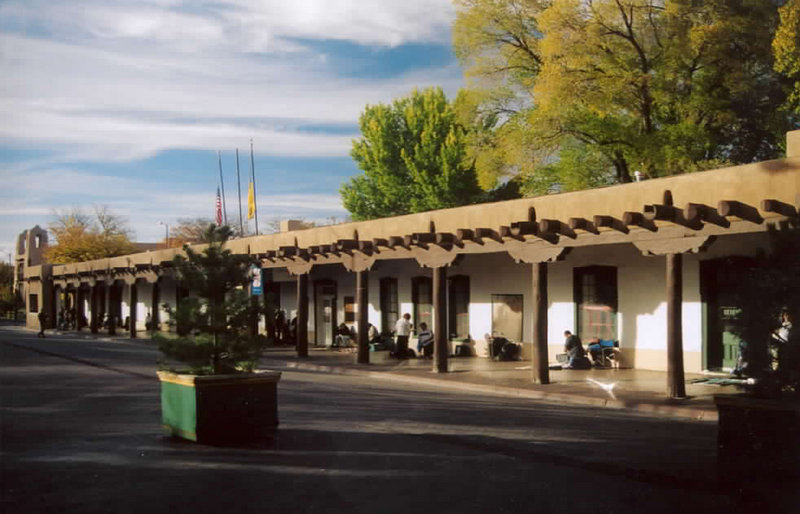
1610年に完成した総督邸。

総督邸（そうとくてい、英: Governor’s Palace）は、アメリカ合衆国ニューメキシコ州サンタフェの中心地にあるアドベ（日干しレンガ）の建築物である。アメリカ合衆国によって継続して占有されている最古の公的建築物といわれる。1909年から州立博物館。

## 沿革
1610年、北米の南西部の大部分を占めたヌエバ・エスパーニャのサンタフェ・デ・ヌエボ・メヒコ（ニューメキシコ植民地）の新任知事、ペドロ・デ・ペラルタは総督邸の建設を開始した。その後、1680年のプエブロの反乱、1693年から1694年のレコンキスタ、1821年のメキシコ独立を経て、そして最終的に1845年のテキサス併合と1848年のメキシコ領の割譲によるニューメキシコの領土確定とともに所有者が代わった。
総督邸は当初、スペイン領サンタフェ・デ・ヌエボ・メヒコの首都であったサンタフェに知事官邸として建てられた。メキシコ独立革命によってヌエボ・メヒコがメキシコ領となった後も官邸であり続けた。南北戦争の期間には短期間、アメリカ連合国軍（南軍）の地方本部にもなった。
1909年、ニューメキシコ準州議会がニューメキシコ博物館を創立した際、総督邸は州の歴史博物館となった。